# ムーレー
ムーレー（英:MooRER）は、1999年にイタリアヴェローナにて創業した高級アウターブランドである。
すべてのアイテムがイタリア製でダウンジャケットには、ホワイトグースのダウンを使用し、軽量でありながらも保温性の高さを実現されている。また縫製に関してもボタン、ファスナーも特注品を使用し、細部にはデザイン性、機能性、実用性を兼ね備えた高品質の製品を展開しているため、値段が高価なものが多い。